# Piotr Fedders

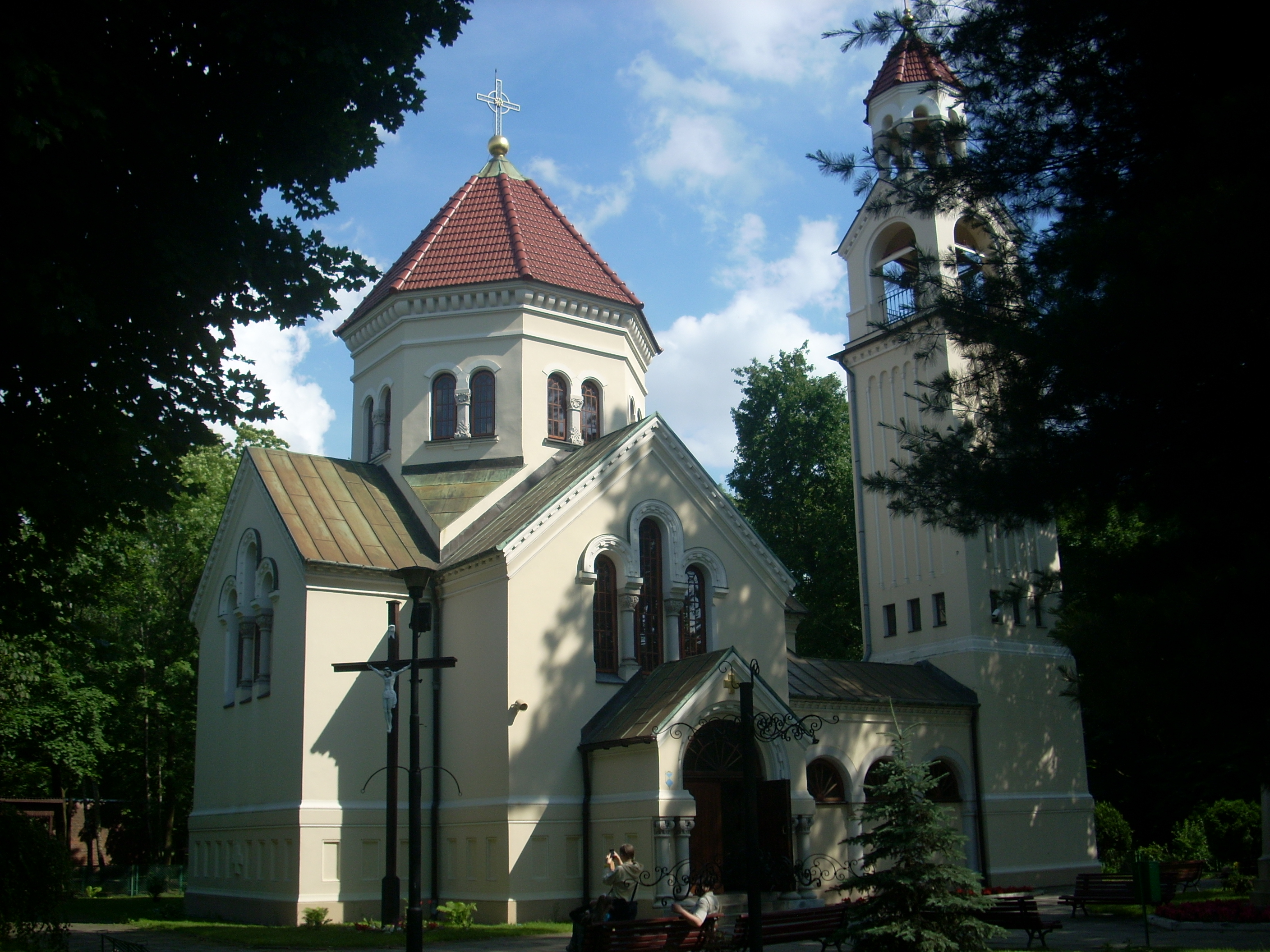
dawna cerkiew, ob. kościół Przemienienia Panskiego w Tworkach

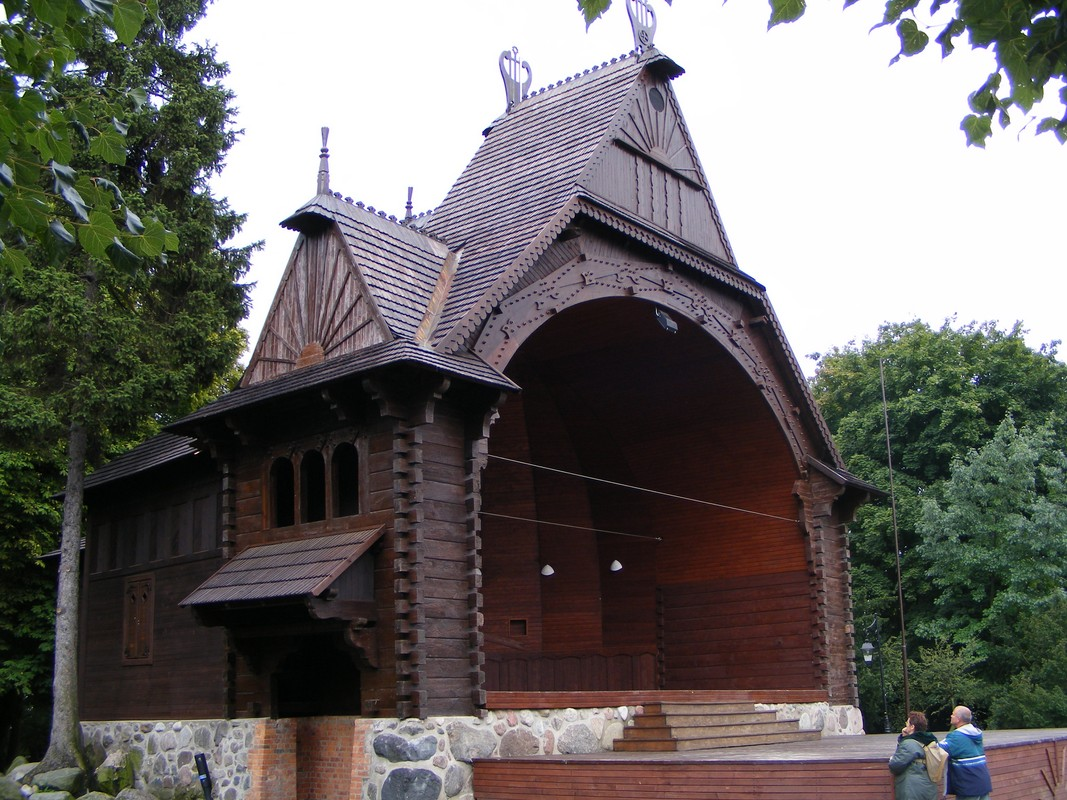
Amfiteatr w Ciechocinku

Waldemar Piotr Aleksander Fedders (ros. Пётр Александрович Феддерс, ur. 17 czerwca 1868 w Kazaniu, zm. w 1936 w Mitawie na Łotwie) – architekt rosyjski, wykładowca Politechniki Warszawskiej.
Początkowo uczył się w domu. W roku 1888 uzyskał świadectwo ukończenia sześciu klas szkoły realnej i rozpoczął studia na Cesarskiej Akademii Sztuk Pięknych w Petersburgu. Studia ukończył w roku 1894, uzyskując tytuł artysty I stopnia. Podczas studiów otrzymał dwa srebrne medale za malarstwo, dwa srebrne i mały złoty medal za architekturę.
Po studiach pracował jako architekt w zakładach zbrojeniowych w Siestroriecku.
W roku 1898 na zaproszenie architekta Leontija Benois przybył do Warszawy by współpracować w realizacji soboru św. Aleksandra Newskiego.
Nadzorował też budowę zaprojektowanej przez Benois cerkwi garnizonowej św. Martyniana (obecnie katedra polskokatolicka) przy ul. Szwoleżerów 2.
W roku 1901 został powołany na wykładowcę architektury na Politechnice Warszawskiej.
W roku 1907 został wybrany członkiem komitetu zarządzającego uzdrowiskiem w Ciechocinku. 
W roku 1915 opuścił Warszawę wraz z administracją rosyjską, zmarł na Łotwie w roku 1936. Pochowano go na Cmentarzu Leśnym w Rydze. Pozostawił w Warszawie wiele realizacji utrzymanych w stylach historycznych.

## Dzieła w Warszawie
- Cerkiew z dzwonnicą w zakładzie psychiatrycznym w Tworkach (styl ormiański)
- Dzwonnica cerkwi św. Martyniana przy ul. Szwoleżerów (styl nowogrodzko-pskowski)
- Kamienica Mikołaja Szelechowa w Warszawie przy Al. Jerozolimskich 79 (styl empire)[1]
- Wnętrza sklepu N. Szelechowa przy ul. Nowy Świat (styl rosyjski)
- Sklep N. Szelechowa przy ul. Senatorskiej (styl empire)
- Sala obrad w budynku dowództwa wojskowego przy pl. Saskim (styl renesansowy)
- Grobowiec rodziny Szelechowów (styl moskiewski)
- Seria nagrobków i kaplic na cmentarzach Warszawy i Łodzi
- Cmentarna cerkiew św. Jana Klimaka w Warszawie oraz nagrobek arcybiskupa warszawskiego i nadwiślańskiego Hieronima w jej podziemiu

## Dzieła poza Warszawą
- Willa M. Szelechowa w Astrachaniu (styl renesansowy)
- Pałac M. i A. Żurowskich w Makowie (gubernia kamieniec-podolska) (styl wczesnego polskiego renesansu)
- Cerkiew św. Mikołaja Cudotwórcy w Radomsku (styl rosyjski XVI w.)
- Estrada w parku zdrojowym w Ciechocinku (styl zakopiański) oraz kręgielnia i kino oraz łazienki solankowe i błotne (styl polsko-romański)
- Pałac Łazienki II w Ciechocinku, wybudowane w latach 1910-1912.
- budynek stacji kolejowej Sigulda z 1925 (niezachowany)[2]